# Gastridium
Gastridium P.Beauv. é um género botânico pertencente à família Poaceae, subfamília Pooideae, tribo Aveneae.